# Murashige a Skoog (1962)

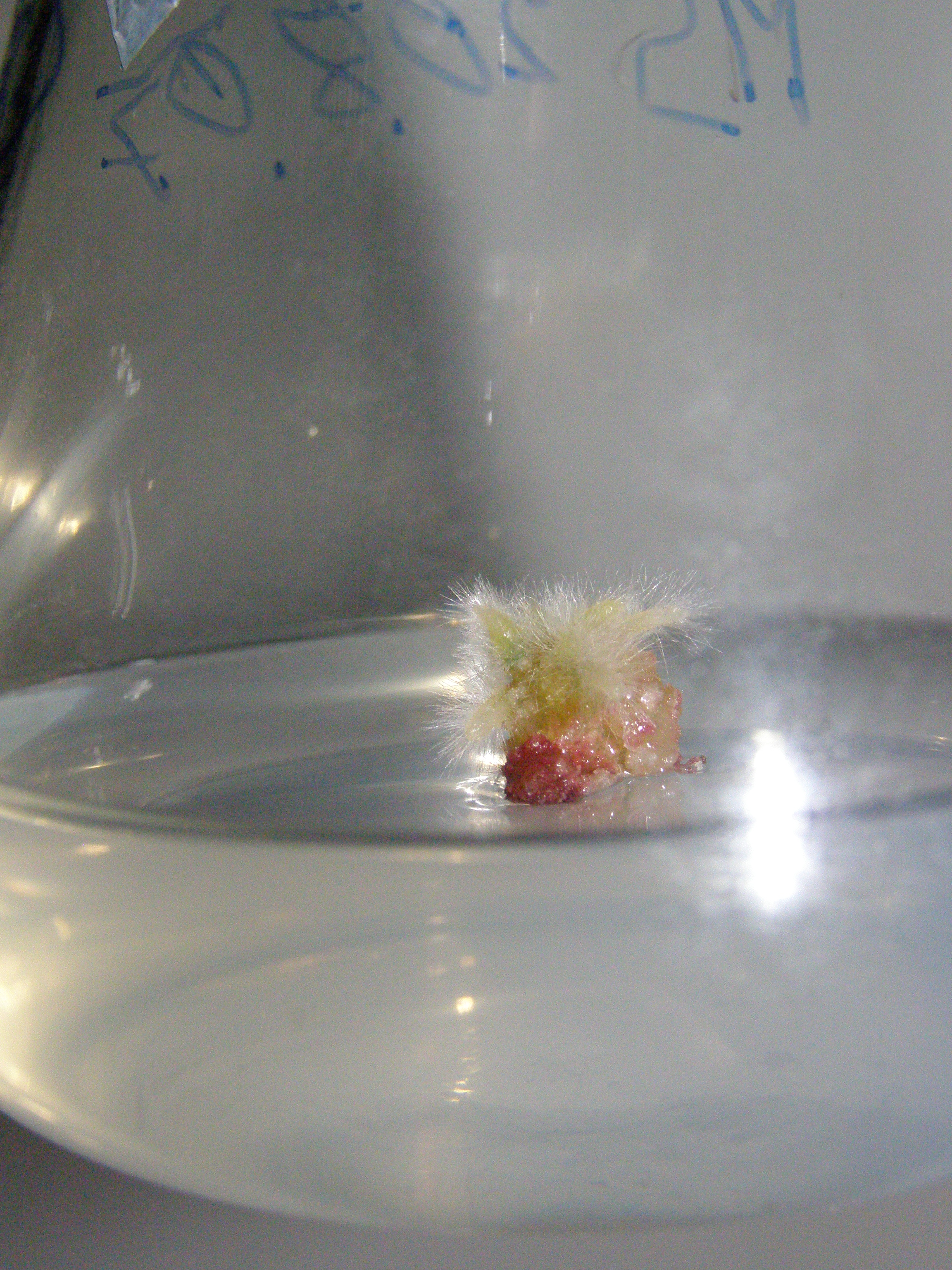
Kalusová kultura na MS mediu

Murashige a Skoog (1962) (zkráceně MS médium) je živné médium používané v explantátových kulturách ke kultivaci rostlinných částí, buněk, protoplastů, atp. Bylo vyvinuto v laboratoři profesora Skooga po několikaletém výzkumu a primárně aplikováno na explantátové kultury tabáku. Vyznačovalo se větší koncentrací dusíku a fosforu, než měla dřívější média (např. Miller et al. (1956), Hildebrandt el al. (1946)).

## Složení MS média
Makroelementy
- ROZTOK A 1,650g/l NH4NO3, 1,900g/l KNO3, 0,370g/l MgSO4 x 7H2O, 0,170g/l	KH2PO4
- ROZTOK B 0,440g/l CaCl2 x 2H2O
- ROZTOK C 4% roztok Fe-chelátu

Mikroelementy
6,2mg/l	H3BO3, 22,3mg/l MnSO4 x 4H2O, 10,6mg/l ZnSO4 x 7H2O, 0,83mg/l KI
0,25mg/l Na2MO4 x 2H2O, 0,025mg/l CuSO4 x 5H2O, 0,025mg/l CaCl2 x 6H2O
Organické sloučeniny
30g/l sacharóza, 1g/l edaxin, 2mg/l glycin, 8g/l agar
100mg/l inozitol, 0,5mg/l kyselina nikotinová, 0,5mg/l pyridoxin, 0,1mg/l thiamin
Kyselost média: pH 5,8.